# Вішнушарман
Вішнушарман (санскр. विष्णुशर्मन् / विष्णुशर्मा) — індійський вчений та письменник, якому приписують авторство «Панчатантри» (збірки староіндійських байок). Точна дата створення «Панчатантри» невідома, але вважають, що вона була написана у період між 1200–300 роком до н. е. Деякі вчені вважають, що Вішнушарман жив у III ст. до н. е.
Вішнушарман один з найбільш перекладаємих письменників нерелігійної тематики в історії. «Панчатантру» у 570 р. до н. е. середньоперською мовою (пахлеві) переклав Барзуй, а 750 р. до н. е. появився арабський переклад збірки під назвою «Каліла і Дімна» (араб. كليلة و دمنة) перського вченого Ібн аль-Мукаффи. У Багдаді, переклад, що його замовив другий абасидський халіф аль-Мансур, став «другою за популярністю книгою після Корану.» «Ще до XI століття праця досягла Європи і до 1600 року вже існували грецький, латинський, іспанський, італійський, німецький, англійський, староцерковословянський, чеський та інші переклади збірки. Межі її поширення простяглися від острова Ява аж до Ісландії.» У Франції, " щонайменше 11 розповідей з «Панчатантри» використав у своїх працях Лафонтен. "

## Легендарна особистість

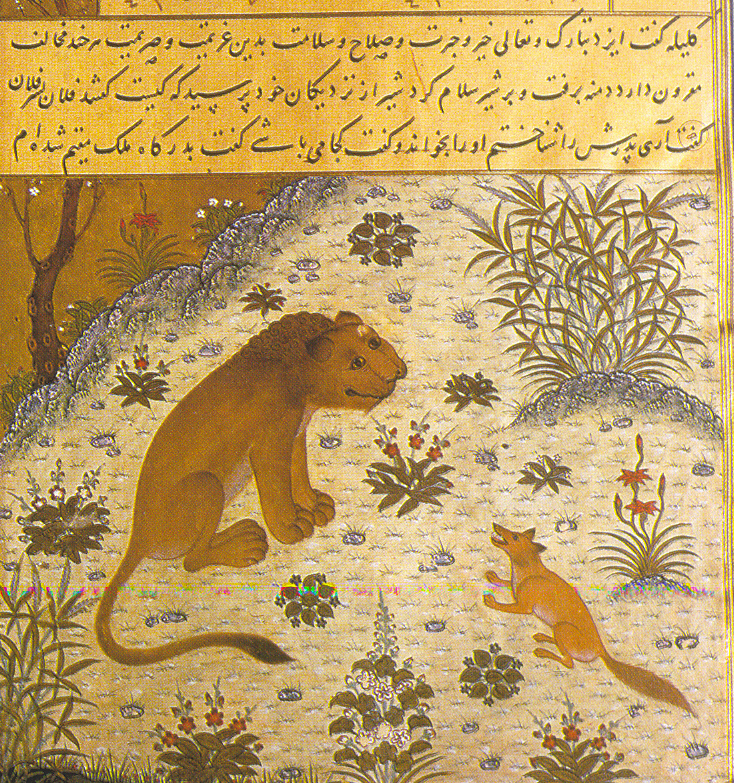
Сторінка з перського перекладу «Каліли і Дімни»(1429, Герат). Зображено шакала-візира Дімну, який намагається переконати короля-лева стати на стезю війни.

У вступі до «Панчатантри» Вішнушармана називають автором збірки. Оскільки немає інших об'єктивних зовнішніх доказів про його існування, «важко стверджувати чи він є історичною постаттю, чи літературною винахідкою.» Згідно з аналізом різних індійських рецензій, географічних особливостей та тварин, які описані у збірці, вчені вважають, що місцем його народження був Кашмір.
Вступ розповідає історію про те, як Вішнушарман створив «Панчатантру». Десь в Індії був цар на ймення Амарашакті, що правив царством, столицею якого було місто Махілароп'я (महिलारोप्य, розташування на нинішній мапі Індії невідоме). Цар мав Трьох синів, а звали їх — Васушакті, Уграшакті та Анекашахті. Незважаючи на те, що цар був одночасно і вченим, і могутнім владикою, його сини були «тупоголовими». Цар, впавши у відчай щодо нездатності його синів до науки, вирішив шукати поради у своїх міністрів. Вони давали йому досиь-таки суперечливі поради, але слова одного міністра, на ймення Суматі, переконали царя. Він сказав, що наука, політика та дипломатія — безмежні дисципліни, які треба вивчати багато років, але замість того щоб навчати їх цим предметам, він порадив віддати царевичів у навчання до Вішнушармана, який зможе «наставити їх у розум».
Вішнушармана запросили до королівського двору, де цар пообіцяв йому сотню щедрих нагород, якщо він зможе навчити розуму царевичів. Вішнушарман відмовився від обіцяних нагород, стверджуючи, що не продає знання зпа гроші, але все-таки він взявся за навчання царевичів та пообіцяв, що за шість місяців навчить їх життєйської мудрості. Вішнушарман знав, що йому ніколи не вдасться наставити цих трьох «студентів», використовуючи традиційні методи. Він застосував більш ортодоксальний метод, а саме, почав розповідати ряд байок про тварин, що наділяли їх мудрістю, якої так прагнув їхній батько. Пристосувавши розповіді, що їх тисячоліттями розповідали в Індії, «Панчатантра» була створена у формі п'яти тантр (книг), що повідомляли царевичам про сутність таких речей, як дипломатія, політика та керівництво. Ці п'ять книг — «Втрата дружби», «Придбання друзів», «Про війну ворон та сов», «Втрата набутого», «Несподівані діяння» — і стали «Панчатантрою».